# 川崎良孝
川崎 良孝（かわさき よしたか、1949年11月29日 - ）は、日本の図書館学者・図書館情報学者。学位は、博士（教育学）（京都大学）。京都大学大学院教育学研究科教授を経て、同大学名誉教授。日本図書館研究会理事長・日本図書館情報学会理事を歴任。また、中国の「図書館雑誌」や国際図書館連盟 (IFLA) の「IFLA Journal」の編集委員を務める。兵庫県神戸市在住。主にアメリカの公立図書館に関して研究している。

## 研究
以下の4つの研究を行っている。

## 経歴
- 1949年 - 大阪府大阪市生まれ
- 1968年 - 大阪府立北野高等学校卒業
- 1974年
  - 3月 - 京都大学教育学部卒業
  - 4月 - 京都大学大学院教育学研究科修士課程入学
- 1977年4月 - 京都大学大学院教育学研究科博士課程入学
- 1981年
  - 3月 - 京都大学大学院教育学研究科博士課程単位取得満期退学
  - 4月 - 椙山女学園大学短期大学部専任講師
- 1984年4月 - 椙山女学園大学短期大学部助教授
- 1985年 - 『Sidney Ditzionと図書館史研究："The Anglo-American Library Scene"を中心として』で、第14回日本図書館学会研究奨励賞受賞[4]
- 1991年4月 - 椙山女学園大学短期大学部教授
- 1992年 - 『アメリカ公立図書館成立思想史』で、第21回日本図書館情報学会賞受賞[5]
- 1995年4月 - 京都大学教育学部助教授
- 1998年4月 - 京都大学大学院教育学研究科教授
- 2015年4月 - 京都大学大学院教育学研究科を定年退官、名誉教授
- 2019年 - 博士（教育学）（京都大学）[1]

なお、2007年度には京都大学教育学部の学部長を務めた。

## 著作
- 『図書館の歴史（アメリカ編）』（日本図書館協会,1989年）[7]
- 『アメリカ公立図書館成立思想史』（日本図書館協会,1991年）
- 『図書館の自由とは何か―アメリカの事例と実践』（教育史料出版会,1996年）
- 『大学生と「情報の活用」―情報探索入門』 長尾真共著（京都大学図書館情報学研究会,1999年）
- 『ボストン市立図書館は、いかにして生まれたか―原典で読む公立図書館成立期の思想と実践』（京都大学図書館情報学研究会,1999年）
- 『図書館・インターネット・知的自由―アメリカ公立図書館の思想と実践』 高鍬裕樹共著（京都大学図書館情報学研究会,2000年）
- 『21世紀の図書館を考える―中国・日本・アメリカ』[8]呉建中、塩見昇共著（京都大学図書館情報学研究会,2001年）
- 『公教育と図書館の結びつき―ホーレス・マンと学校区図書館』（京都大学図書館情報学研究会,2002年）
- 『図書館裁判を考える―アメリカ公立図書館の基本的性格』（京都大学図書館情報学研究会,2002年）
- 『技量の継続的向上を求めて―図書館員の研修に関する国際動向』 吉田右子共著（京都大学図書館情報学研究会,2004年）
- 『アメリカ公立図書館・人種隔離・アメリカ図書館協会―理念と現実との確執』（京都大学図書館情報学研究会,2006年）
- 『知る自由の保障と図書館』 塩見昇共著（京都大学図書館情報学研究会,2006年）
- 『図書館利用者と知的自由―管轄領域、方針、事件、歴史』 高鍬裕樹共著（日本図書館協会,2011年）
- 『新たな図書館・図書館史研究―批判的図書館史研究を中心にして』 吉田右子共著（京都図書館情報学研究会,2011年）
- 『図書館員と知的自由―管轄領域、方針、事件、歴史』（京都図書館情報学研究会,2011年）

## 翻訳
- イギリス教育科学省『図書館サービスの拡大を求めて―イギリス公立図書館とアウトリーチ・サービス』（図書館問題研究会愛知支部,1983年）
- ジェシー・H・シェラ『パブリック・ライブラリーの成立』（日本図書館協会,1988年）
- アメリカ図書館協会知的自由部『図書館の原則―図書館における知的自由マニュアル（第3版）』川崎佳代子共訳（日本図書館協会,1991年）
- ヘンリー・ライヒマン『学校図書館の検閲と選択―アメリカにおける事例と解決方法』（青木書店,1993年）
- シドニー・ディツィオン『民主主義と図書館』（日本図書館研究会,1994年）
- アメリカ図書館協会知的自由部『図書館の原則―図書館における知的自由マニュアル（第5版）』川崎佳代子共訳（日本図書館協会,1997年）
- ルイーズ・S・ロビンズ『検閲とアメリカの図書館―知的自由を擁護するアメリカ図書館協会の闘い』（日本図書館研究会,1998年）
- ウォルター・ホワイトヒル『ボストン市立図書館100年史―栄光,挫折,再生』（日本図書館協会,1999年）
- ウェイン・A.ウィーガンド『『図書館の権利宣言』を論じる』薬師院はるみ共訳（京都大学図書館情報学研究会,2000年）
- バーバラ・M.ジョーンズ『図書館・アクセス・知的自由―公立図書館と大学図書館の方針作成』村上加代子共訳（京都大学図書館情報学研究会,2000年）
- ロバート・S・ペック『図書館・表現の自由・サイバースペース―知っておくべき知識』前田稔共訳（日本図書館協会,2002年）
- ヘンリー・ライヒマン『学校図書館の検閲と選択―アメリカにおける事例と解決方法（第3版）』川崎佳代子共訳（京都大学図書館情報学研究会,2002年）
- アメリカ図書館協会知的自由部『図書館の原則―図書館における知的自由マニュアル（第6版）』川崎佳代子、村上加代子共訳（日本図書館協会,2003年）
- イーヴリン・ゲラー『アメリカ公立図書館で禁じられた図書―1876‐1939年、文化変容の研究』吉田右子共訳（京都大学図書館研究会,2003年）
- トニ・セイメック『図書館の目的をめぐる路線論争―アメリカ図書館界における知的自由と社会的責任:1967-1974年』坂上未希共訳（京都大学図書館情報学研究会,2003年）
- ウェイン・A.ウィーガンド『手に負えない改革者―メルヴィル・デューイの生涯』村上加代子共訳（京都大学図書館情報学研究会,2004年）
- マイケル・F・ウィンター『技量の統制と文化―司書職の社会学的理解に向けて』（京都大学図書館情報学研究会,2005年）
- メアリー・リー・バンディ、フレデリック・J・スティロー共編『アメリカ図書館界と積極的活動主義―1962-1973年』村上加代子、森田千幸共訳（京都大学図書館情報学研究会,2005年）
- アビゲイル・A・ヴァンスリック『すべての人に無料の図書館―カーネギー図書館とアメリカ文化1890-1920年』吉田右子、佐橋恭子共訳（京都大学図書館情報学研究会,2005年）
- バーバラ・T・メイツ『高齢者への図書館サービスガイド―55歳以上図書館利用者へのプログラム作成とサービス』高島涼子、金智鉉共訳（京都大学図書館情報学研究会,2006年）
- 王漢棟、王萍、魏家雨共編『調査研究サービスの理論と実際―上海図書館・科学技術研究所の経験』桜井待子、徐瑛共訳（京都大学図書館情報学研究会,2006年）
- ウェイン・A.ウィーガンド『司書職の出現と政治―アメリカ図書館協会1876ー1917年』（京都大学図書館情報学研究会,2007年）
- 呉建中『21世紀の図書館―世界のなかの中国の図書館』（京都大学図書館情報学研究会,2007年）
- アメリカ図書館協会知的自由部『図書館の原則―図書館における知的自由マニュアル（第7版）』（日本図書館協会,2007年）
- ダグラス・レイバー『司書職と正当性―公立図書館調査』（京都大学図書館情報学研究会,2007年）
- ジョン・E・ブッシュマン、グロリア・J・レッキー共編『場としての図書館―歴史、コミュニティ、文化』（京都大学図書館情報学研究会,2008年）
- エド・デーンジェロ『公立図書館の玄関に怪獣がいる―ポストモダンの消費資本主義は、どのようにして民主主義、市民教育、公益を脅かしているのか』（京都大学図書館情報学研究会,2009年）
- キャサリン・シェルドリック・ロス『読書と読者―読書、図書館、コミュニティについての研究成果』川崎佳代子共訳（京都大学図書館情報学研究会,2010年）
- ジョージ・ボビンスキー『図書館と図書館職―挑戦と変革の60年、1945‐2005年』田口瑛子共訳（京都大学図書館情報学研究会,2010年）
- バーバラ・M・ジョーンズ『大学図書館で知的自由を擁護する―現場からのシナリオ』（日本図書館協会,2010年）
- パット・R・スケールズ『学校図書館で知的自由を擁護する―現場からのシナリオ』（京都図書館情報学研究会,2010年）
- アメリカ図書館協会知的自由部『図書館の原則―図書館における知的自由マニュアル（第8版）』（日本図書館協会,2011年）
- ジーン・L・プリアー『図書館倫理―サービス・アクセス・関心の対立・秘密性』（京都図書館情報学研究会,2011年）
- 『ボストン市立図書館とJ.ウィンザーの時代―1868ー1877年』久野和子、川崎智子共訳（京都図書館情報学研究会,2012年）
- ウェイン・A.ウィーガンド『メインストリートの公立図書館―コミュニティの場・読書のスペース・1876ー1956』（京都図書館情報学研究会,2012年）
- ジューン・ピネル・スティーブンズ『公立図書館で知的自由を擁護する―現場からのシナリオ』（京都図書館情報学研究会,2012年）
- 呉建中『上海の図書館と社会―1840ー1949年』（京都図書館情報学研究会,2013年）
- ウェイン・ビヴェンズ・テイタム『図書館と啓蒙主義』川崎佳代子共訳（京都図書館情報学研究会,2013年）
- 呉建中『普遍的な図書館:移行と超越』（京都図書館情報学研究会,2013年）
- アリソン・ルイス編『図書館と中立性』（京都図書館情報学研究会,2013年）
- ジェーン・ジェラード『図書館と民営化』（京都図書館情報学研究会,2013年）
- ジョージ・ボビンスキー『カーネギー図書館:歴史と影響』川崎智子共訳（京都図書館情報学研究会,2014年）
- ローズマリー・R・ドゥモント『改革の反応:アメリカの生活における大都市公立図書館』久野和子共訳（京都図書館情報学研究会,2014年）

## 編纂
- 『秘密性とプライヴァシー―アメリカ図書館協会の方針』（京都図書館情報学研究会,2012年）
- 『図書館と知的自由―管轄領域、方針、事件、歴史』（京都図書館情報学研究会,2013年）